# Pedro Romeiras
António Pedro Cipriano Romeiras (Lisboa, 3 de Julho de 1961) é um bailarino português. Dançou com a Companhia Nacional de Bailado, com o Ballet Nacional dos Países Baixos e o Ballet do Teatro Municipal do Peru.

## Carreira
Nasceu em Lisboa. Frequentou a Escola de Bailado da Fundação Calouste Gulbenkian.
Foi galardoado com a medalha de ouro do II Prix Français de la Danse, em 1982 por Serge Lifar.
Destacou-se nos papeis do príncipe Siegfried no Lago dos Cisnes, em Basílio no ballet D. Quixote, o poeta nas Sylphides de Chopin, Romeu em Romeu e Julieta e no bailado Raymonda, interpretando Jean de Brienne.
Nas palavras do escritor português Frederico Lourenço em Amar não acaba:
"A beleza de Pedro Romeiras era tão forte que o corpo mal dava para a conter, parecia querer rebentar para fora dele. Pedro Romeiras visto de costas parecia esculpido por Miguel Ângelo...a autenticidade interpretativa..."